# Propagandă albă

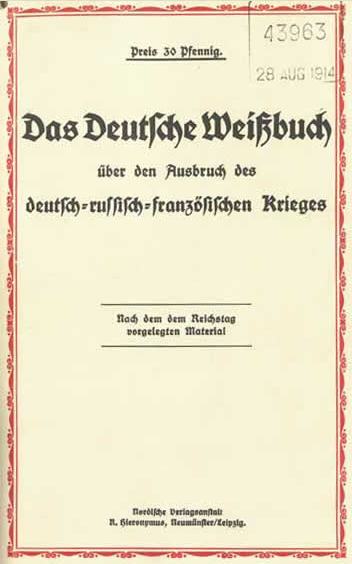
Cartea Albă Germană (1914), o broșură de propagandă albă tipărită de guvern în sprijinul intrării Germaniei în Primul Război Mondial

Propaganda albă este acel tip propagandă care nu-și ascunde originea sau natura. Este cel mai frecvent tip de propagandă și se distinge de propaganda neagră, care își ascunde originea pentru a discredita o cauză adversă.
De obicei, se folosește de tehnici standard de relații publice și de prezentarea unilaterală a unui argument.  În unele limbi, cuvântul "propagandă" nu are o conotație negativă. De exemplu, cuvântul rusesc propagandă (пропаганда) are o conotație neutră în unele cazuri, similară cu cuvântul promovare (a unui produs, serviciu, opinii sau argument). Jacques Ellul, în una dintre cele mai importante cărți pe tema propagandei, Propaganda: Formarea atitudinilor oamenilor, menționează propaganda albă ca o recunoaștere a conștientizării publicului de încercările de a-l influența. În unele state există, de exemplu, un „Minister al  Propagandei. În acest caz, se recunoaște că se face propagandă, se cunoaște sursa ei, se identifică scopurile și intențiile ei.

## Vedeți și:
- Istorie oficială
- Operațiunea Mockingbird
- Propagandă neagră

## Resurse internet
- On The Craft of Intelligence Arhivat în 17 octombrie 2020, la Wayback Machine., Frank G. Wisner, CIA, 22 SEPT 93